# Дарем Сіті
«Дарем Сіті» (англ. Durham City A.F.C.) — англійський професіональний футбольний клуб із міста Дарем, що виступає в системі англійських футбольних ліг.

## Історія
Клуб заснований у 1918 році. Дебютував у футбольній лізі в 1921 році. У сезоні 1925—26 років дебютував у Кубку Англії. Сезон 1927—28 став останнім для клубу в футбольній лізі Англії, його замінив Карлайл Юнайтед.
З сезону 1928—29 команда з Дарема виступає в Північній Східній лізі. З 1952 у Північній Футбольній лізі. З 2008 по 2012 у Північній Прем'єр-лізі.

## Хронологія виступів у чемпіонатах
- 1919–1921: Північна Східна Ліга
- 1921–1928: Третій дивізіон Футбольної ліги
- 1928–1929: Північна Східна Ліга (Дивізіон І)
- 1929–1931: Північна Східна Ліга (Дивізіон ІІ)
- 1931–1935: Північна Східна Ліга (Дивізіон І)
- 1935–1938: Північна Східна Ліга

- 1952–1982: Північна Футбольна Ліга
- 1982–1983: Північна Футбольна Ліга (Дивізіон І)
- 1983–1988: Північна Футбольна Ліга (Дивізіон ІІ)
- 1988–1991: Північна Футбольна Ліга (Дивізіон І)
- 1991–1992: Північна Футбольна Ліга (Дивізіон ІІ)
- 1992–1998: Північна Футбольна Ліга (Дивізіон І)
- 1998–1999: Північна Футбольна Ліга (Дивізіон ІІ)
- 1999–2008: Північна Футбольна Ліга (Дивізіон І)
- 2008–2009: Північна Прем'єр-ліга (Дивізіон І Північ)
- 2009–2010: Північна Прем'єр-ліга (Прем'єр Дивізіон)
- 2010–2012: Північна Прем'єр-ліга (Дивізіон І Північ)
- 2012–2016: Північна Футбольна Ліга (Дивізіон І)
- 2016– : Північна Футбольна Ліга (Дивізіон ІІ)